# Ruslan Baltiev
Ruslan Baltiev (Almati, 16 de setembro de 1978) é um ex-futebolista cazaque. Atuava como atacante, tendo sua carreira marcada por passagens por clubes russos e cazaques. Representou a Seleção Cazaque de Futebol sendo o maior goleador em provas oficiais.

## Seleção nacional
Baltiev jogou na seleção de 1997 até 2009.
- Maior artilheiro:13 gols.[1]
- Maior números de jogos disputados:73 jogos.[2]